# Casa Meloc 442
La Casa de Calle Meloc N° 442 es una casona colonial ubicada en la calle Meloc en el centro histórico del Cusco, Perú.
Desde 1972 el inmueble forma parte de la Zona Monumental del Cusco declarada como Monumento Histórico del Perú. Asimismo, en 1983 al ser parte del casco histórico de la ciudad del Cusco, forma parte de la zona central declarada por la UNESCO como Patrimonio Cultural de la Humanidad.
Inmueble de dos niveles y dos patios. Exteriormente presenta portada lítica, puerta postigo, ventanas con jambas líticas en el primer nivel, balcón de cajón abierto de profusa talla sustentado sobre ménsulas y cubierto por tejaroz cuyo antepecho está compuesto por tres hiladas de casetones; lo acompañan, tres balconcillos de portañuelas. El Patio principal con pileta central está configurado por cuatro crujías, las de los lados suroeste y noreste con galerías de arcos en dos niveles; las crujías noroeste y sureste exhiben corredores en voladizo sustentados sobre ménsulas. Las escaleras líticas son “de cajón” de ida y vuelta.